# Спецслужбы Украинской повстанческой армии
Спецслужбы Украинской повстанческой армии (укр. Спецслужби УПА) — совокупность специальных органов, осуществляющих разведывательно-диверсионное, контрразведывательное и военно-полицейское обеспечение боевой деятельности укр. повстанческого движения под политическим руководством ОУН-Б.

## Разведывательно-диверсионная деятельность УПА
В ноябре 1943 в составе Главного войскового штаба Украинской повстанческой армии возник разведывательный отдел как руководящий орган разведывательной дела, который возлагалось «сосредоточение, разведывательного и использования всего разведывательного и контрразведывательной материала». В «Указаниях к труду военных штабов» (23 января 1944) к их функциям относилось «собирания сведений о противнике, размещение, силу и замеры, чтобы иметь возможность своевременно сообщить командира об опасности, которая грозит собственным частям». Приказом Главного войскового штаба (23 января 1944) вводилась унифицированная структура штабов соединений УПА, при этом штабы войск. округ и тактических отрезков имели разведывательные отделы.
На низших организационно-тактических уровнях структура разведывательных органов определялась по усмотрению полевых командиров. Так, в штабе группы УПА «Запад» (апрель 1945) разведывательном отдела подлежали начальники разведки войск. округ, а тем — командиры разведки куреней и сотен военного округа «Буг» (в 1945) имели отдел разведки (начальник, инструктор, 8-10 связных для контактов с командирами разведки куреней и уездными информаторами).
К большинству куреней УПА входили аппараты полевой разведки: «специальных старшин по разведке» (определяли задачи, силы и средства разведки, обобщали информацию о противнике), «штабная разведка» (курень «Гребенки», УПА «Север», 1943), разведывательные подразделения куреней силой в 20-30 штыков (Прикарпатье, август 1944).
Приказ Главного войскового штаба УПА (18 октября 1943) обращалось внимание на необходимость тщательной разведывательной подготовки при организации боевых операций силами нескольких подразделений. Наблюдались случаи применения тех. разведки (подслушивание радиотелефонных переговоров).
Разведывательно-диверсионная подготовка входила в программы обучения офицерских (офицерских) и подстаршинских школ УПА. В обучении использовались устав Армии УНР 1921, советские боевые уставы и инструкции по партизанской войны. Разрабатывались многочисленные учебные материалы для подрывного дела и инженерной разведки. Широкая поддержка УПА местным населением способствовала агентурной разведке.
Повстанческая разведка использовала определенные оперативные комбинации для создания агентурных позиций во враждебной среде. Эффективность разведки повстанцев не раз отмечали ее противники. По данным 2-го партизан. соединение в Ровненской обл. (15 декабря 1943), разведка УПА смогла создать широкую агентурную сеть, охватившую почти все деревни. При приобретении оперативных источников предпочтение отдавалось привлечению к сотрудничеству представителей советов. администрации, участников партизанских отрядов.
Значительное внимание уделялось диверсионным мероприятиям. Так, например 6 марта 1944 г. начальник Управления контрразведки НКО «Смерш» 1-го Украинского фронта Н. А. Осетров доложил секретарю ЦК КП(б)У Н. С. Хрущёву:
«Районы Ровенской области, входящие в полосу действия войск нашего фронта, исключительно засорены активно действующими вооружёнными бандгруппами. Начиная с 7 января и по 2 марта сего года только в тылу частей 13-й армии было произведено бандгруппами вооружённых нападений на отдельно следующих военнослужащих, отдельных советских и партийных работников, а также на небольшие обозы с военным имуществом — до 200 случаев». В частности, от рук украинских повстанцев погибли такие известные личности, как командующий І-м Украинским фронтом, генерал Николай Ватутин, советский разведчик Николай Кузнецов, советский лётчик, Герой Советского Союза Михаил Лиховид, польский генерал Кароль Сверчевский, украинский советский писатель Ярослав Галан. Всего в 1944 повстанцы совершили 134 диверсии на железных дорогах, взорвали 13 и сожгли 15 железнодорожных и 12 шоссейных мостов, в 1-м полугодии 1945—212 диверсий на железных дорогах, шоссе, линиях связи. В УПА были и «отделы особого назначения» с диверсионно-террористической деятельности, охраны руководящего состава повстанцев, выполнение ответственных поручений командования. От рук

## Контрразведка
Прилагались также усилия к обеспечению внутренней безопасности, защиты войсковой тайны, поддержки внутреннего порядка как важных факторов высокой боеспособности.
Спец-органом контрразведывательной защиты была Служба безопасности ОУН(б). Задачи Службы безопасности: выявление и ликвидация советской агентуры, которая внедряется в подполье, создание агентурных позиций в советских партизанских отрядах, разлагающей работы среди них, подготовка агентуры для внедрения в органы советской власти, гос. безопасности и милиции. Аппарат Службы безопасности осуществлял контрразведывательное обеспечение конспиративных линий связи. Все бойцы, независимо от служебного положения, обязывались сотрудничать со Службой безопасности, командиры и руководители, которые принимали новых участников УПА без предварительной проверки их Службой безопасности, приравнивались к «явным врагам».
Сеть органов Службы безопасности строилась в соответствии со структурой военно-адм. разделения УПА. Коменданту тыла подлежала референтура Службы безопасности, последний — референтуры войск. округ, войск. надрайоны и районов. Делались попытки ввести определенный штатное расписание референтур Службы безопасности военно-территориальных единиц.
Для осуществления контрразведывательных функций применялась «контрразведывательная агентура», которая насаждалась при всех самостоятельных боевых подразделениях, подразделениях обеспечения и штабах из расчета один оперативный источник на рой (8-10 человек). Повстанческие подразделения обильно инфильтрировали контрразведывательной агентурой. Так, в сотнях «Негус» и «Макса» соединение «Богун» (УПА «Север») с 220 стрелков к информационной сети Службы безопасности привлекли 26 человек.
Отрицательной стороной деятельности Службы безопасности УПА стали неадекватные в оперативной обстановке физические «чистки» повстанцев, которые обескровливали повстанческое движение и облегчали его разложения советскими силовыми структурами. С конца 1943 Служба безопасности была выведена из состава УПА и действовала в территориальной сети подполья ОУН (см. Боевка Службы безопасности). В дальнейшем функции контрразведки полагались на 4-й (персональный) отдел штабов УПА.

## Военно-полевая жандармерия УПА
В сентябре 1943 введена военно-полевая жандармерия УПА.
При Главном войсковом штабе УПА действовали начальник жандармерии (с заместителями по контрразведке и по борьбе с дезертирством), следственная группа военно-полевой жандармерии (5-6 сотрудников), при членах ГВШ — охранные группы по 3-4 жандарма. При штабах войскового округа жандармерия насчитывала 30-35 человек для охраны должностных лиц штаба, имела следственную группу. Жандармерия куреня (7-10 человек) состояла из начальника, двух его помощников, а рядовые жандармы распределялись по сотням.
До 1944 военно-полевая жандармерия подлежала референтам Службы безопасности в УПА, впоследствии — выделена в отдельный орган, подчинялась командующим войсковым округом УПА. Начальник жандармерии куреня подчинялся куренному командиру, затем — начальнику жандармерии войскового округа УПА. Для профессиональной подготовки существовали «военный» и «следственно-полицейский» отделы.
Стремление к заимствованию профессиональных методов государственных спецслужб приближало спецслужбы повстанческого движения к уровню государственных спецслужб и свидетельствовало о намерении руководства превратить УПА в предшественник вооруженных сил гипотетического Украинского государства.